# Templo Mayor
El Templo Mayor o Gran Templo de México (denominación empleada por fray Bernardino de Sahagún) es un recinto que comprende una serie de construcciones, edificios, torres (a cada una de estas construcciones piramidales la denomina él torre o cu —éste sería el adoratorio indígena, pudiendo haber varios adoratorios por torre— y fray Toribio de Benavente las describe como una gran cepa cuadrada y esquinada coronada por uno o dos altares) y un patio, el espacio físico donde se ubicaban las mismas, cercado por una pared que contaba con unas puertas que daban acceso a las calzadas principales de la ciudad.
En la actualidad a la principal torre de todas (que tiene dos adoratorios, dos teocalli) se le conoce como Templo Mayor (Huey Teuccalli 'Templo Principal' en náhuatl) y el espacio físico donde se ubicaba, como Recinto del Templo Mayor y fueron el centro absoluto de la vida religiosa mexica, esto es, la de los aztecas de México-Tenochtitlan.
En el Recinto del Templo Mayor confluían los aspectos más importantes de la vida política, religiosa su mitología y económica de los mexicas, aquí tenían lugar desde las fiestas que el tonalpohualli marcaba hasta la entronización de tlatoanis y funerales de viejos gobernantes.
La construcción del templo principal de este recinto se realizó en siete etapas y alcanzó una altura aproximada de 45 metros.
El Templo Mayor fue el centro simbólico de la gran red tributaria del Imperio Mexica, un lugar en donde se reunían las ofrendas sagradas y depósitos funerarios; un adoratorio a las deidades de la guerra y la lluvia; un símbolo de los logros de los aztecas ante sus enemigos.
Los templos gemelos coronan la base piramidal reflejan la antigua y persistente visión cosmológica de una serie de oposiciones coincidentes, entre ellas: cielo / tierra, sequía / lluvia, solsticio de verano / solsticio de invierno y los cultos a los dioses Tláloc – Tlaltecuhtli /Cihuacóatl-Coatlicue Coyolxauhqui.
Cada uno de estos dos altares del Templo Mayor estaba dedicado a un dios (o a varios), a Huitzilopochtli del lado izquierdo (sur), donde se encuentra el monolito de Coyolxauhqui. El otro altar está dedicado a Tláloc y a los Tlaloques, del lado derecho (norte) donde está el Chac Mool. Al lado de este se encuentra la piedra de los sacrificios.
Y cada una de estas 78 construcciones, sean torres o edificios, que formaban parte del gran templo de México tenía un nombre. En cada ciudad del México prehispánico solía existir un recinto delimitado con este tipo de construcciones y destacaba el templo dedicados al Dios Huitzilochtli denominado «tlacatecco».

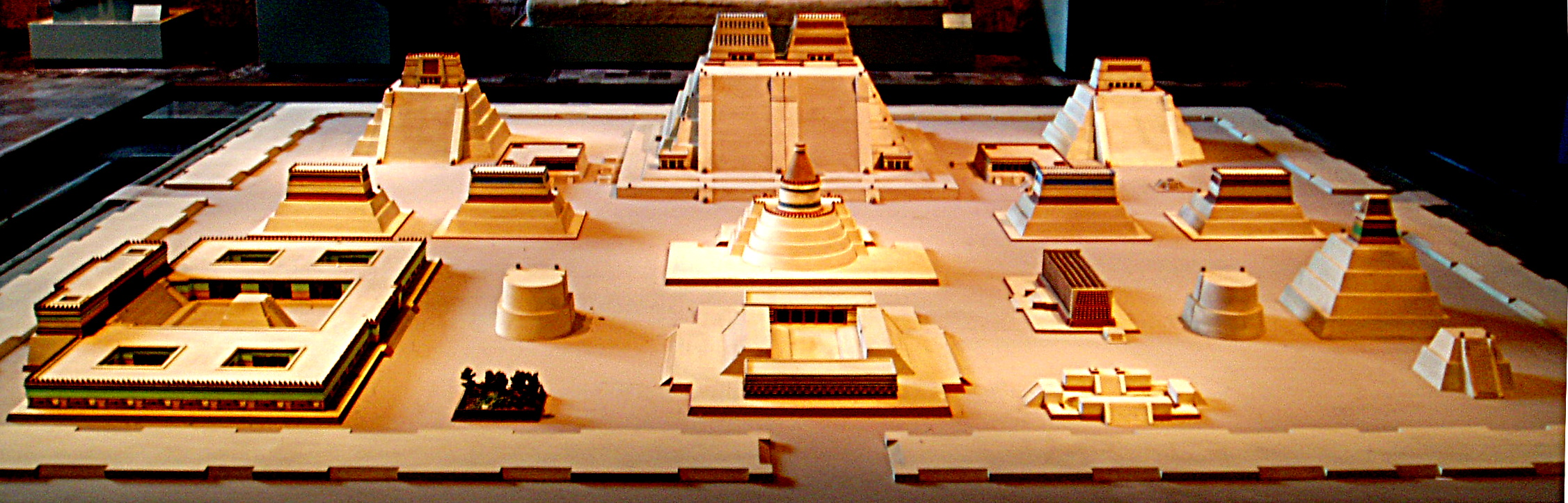
El Recinto del Templo Mayor (maqueta del MNA).

## Ubicación
El Recinto del Templo Mayor era un cuadrado aproximado de 500 metros de lado (250 000 m² = 25 hectáreas) que se situaba en el centro de la isla de Tenochtitlán y en él confluían las tres calzadas principales hacia los puntos cardinales: la de Ixtapalapa que iba al Sur y tenía una bifurcación que dirigía a Coyoacán; la de Tacuba que iba al Oeste y la de Tepeyac que dirigía al Norte, una de sus bifurcaciones dirigía a la ciudad de Tlatelolco que sería posteriormente absorbida por Tenochtitlán.
En la actualidad, el área que ocupaba recinto ceremonial colindaría hacia el este con la calle de Correo Mayor, al norte con Luis González Obregón, al oeste con la calle de Palma y al sur con el circuito vehicular que divide la Catedral Metropolitana del Zócalo.

## Construcción

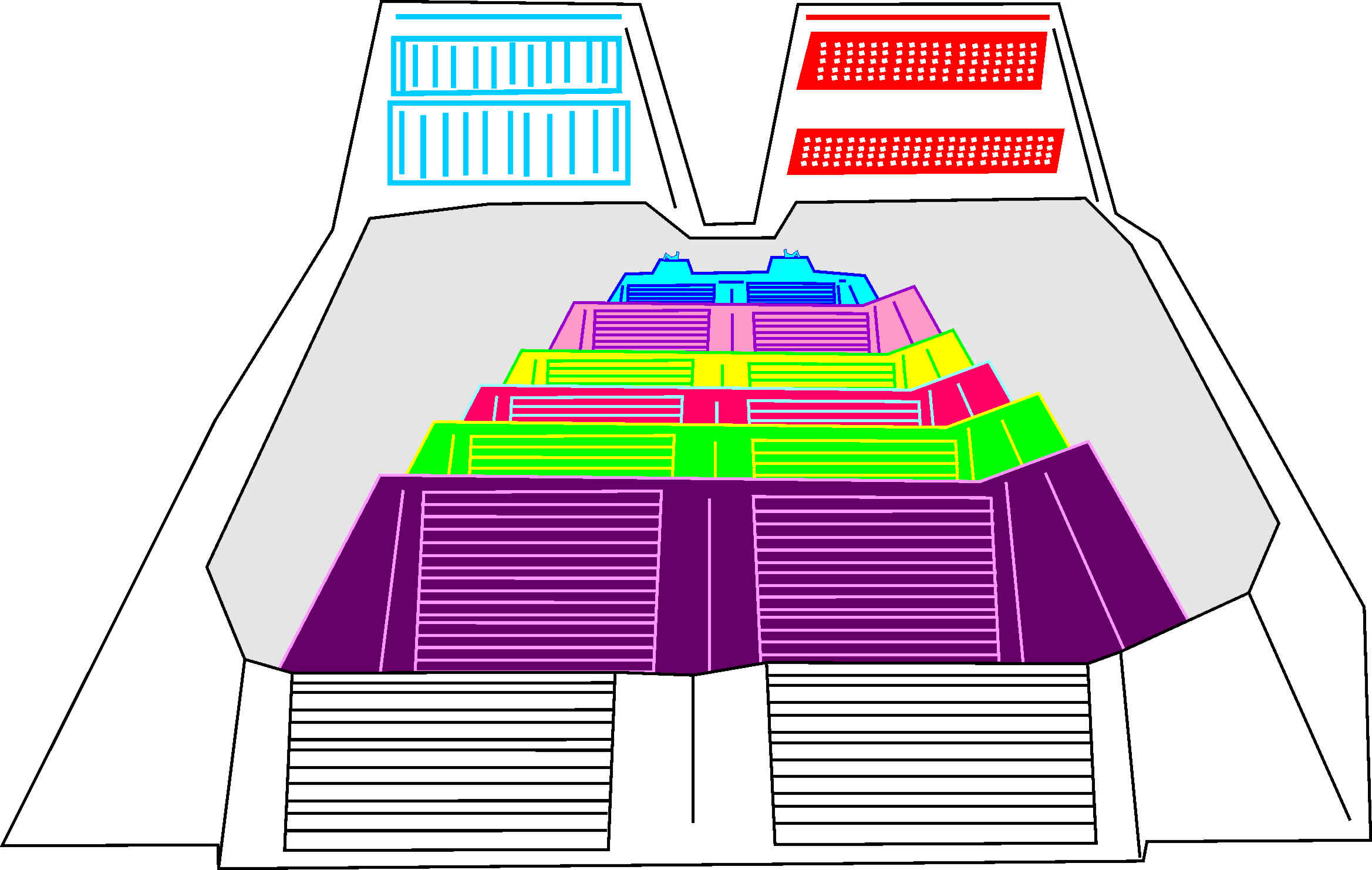
El Templo Mayor fue reconstruido siete veces, poniendo una capa sobre la anterior, como una cebolla.

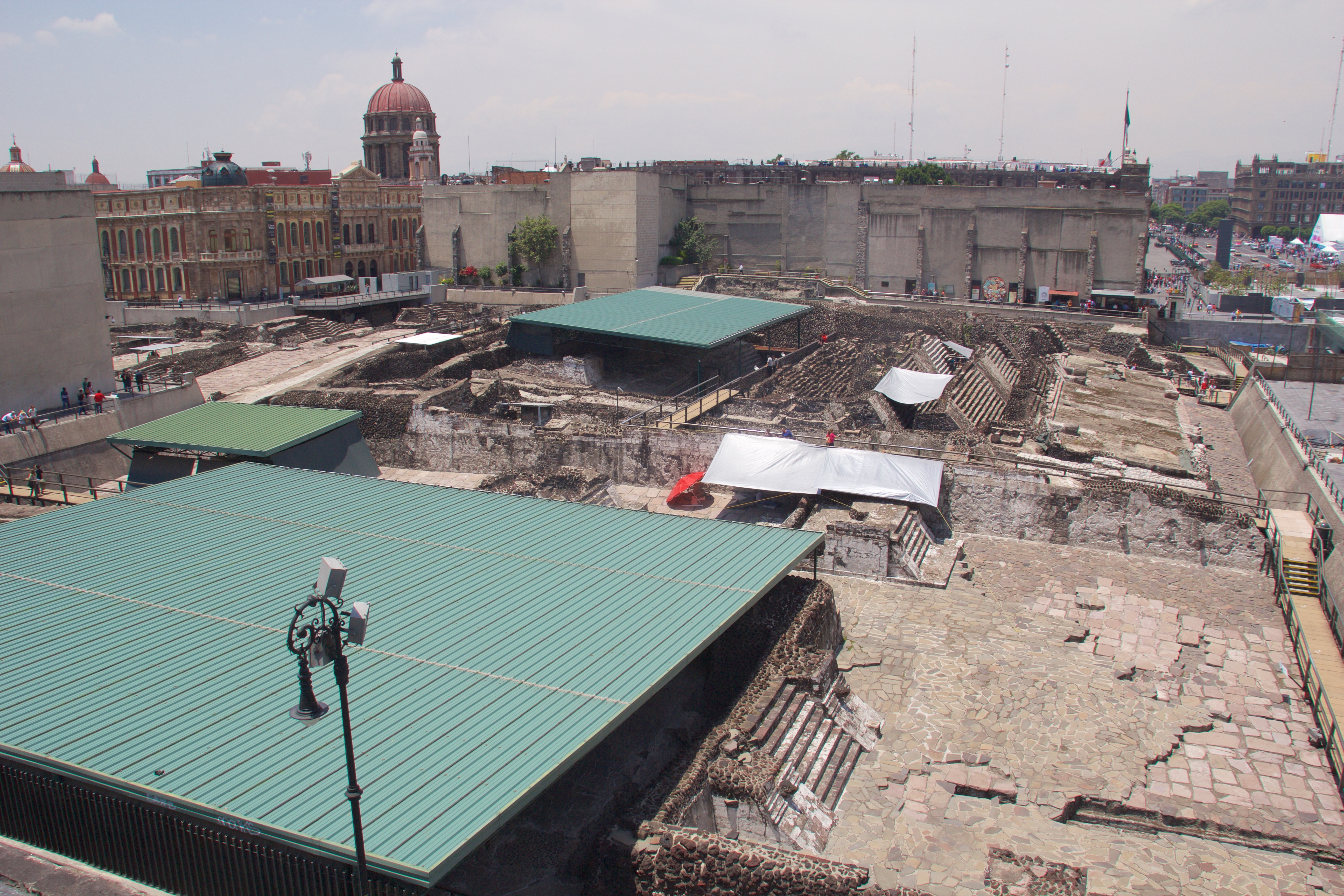
La zona arqueológica capa a capa.

El Templo Mayor era la mayor estructura de la ciudad, ubicado en el centro ceremonial de la capital del imperio, en lo que fue el islote original de su fundación. En realidad era un templo doble, formado por la típica pirámide trunca, pero de doble escalinata y con un templete anexo en cada esquina frontal de su base, que tenía unos 42-45 metros de alto, y en su cima los dos templos, dedicado uno al culto de Tláloc, dios de la lluvia (al norte, con pintura azul), y el otro a Huitzilopochtli, dios de la guerra (al sur, con pintura roja).

### Etapas

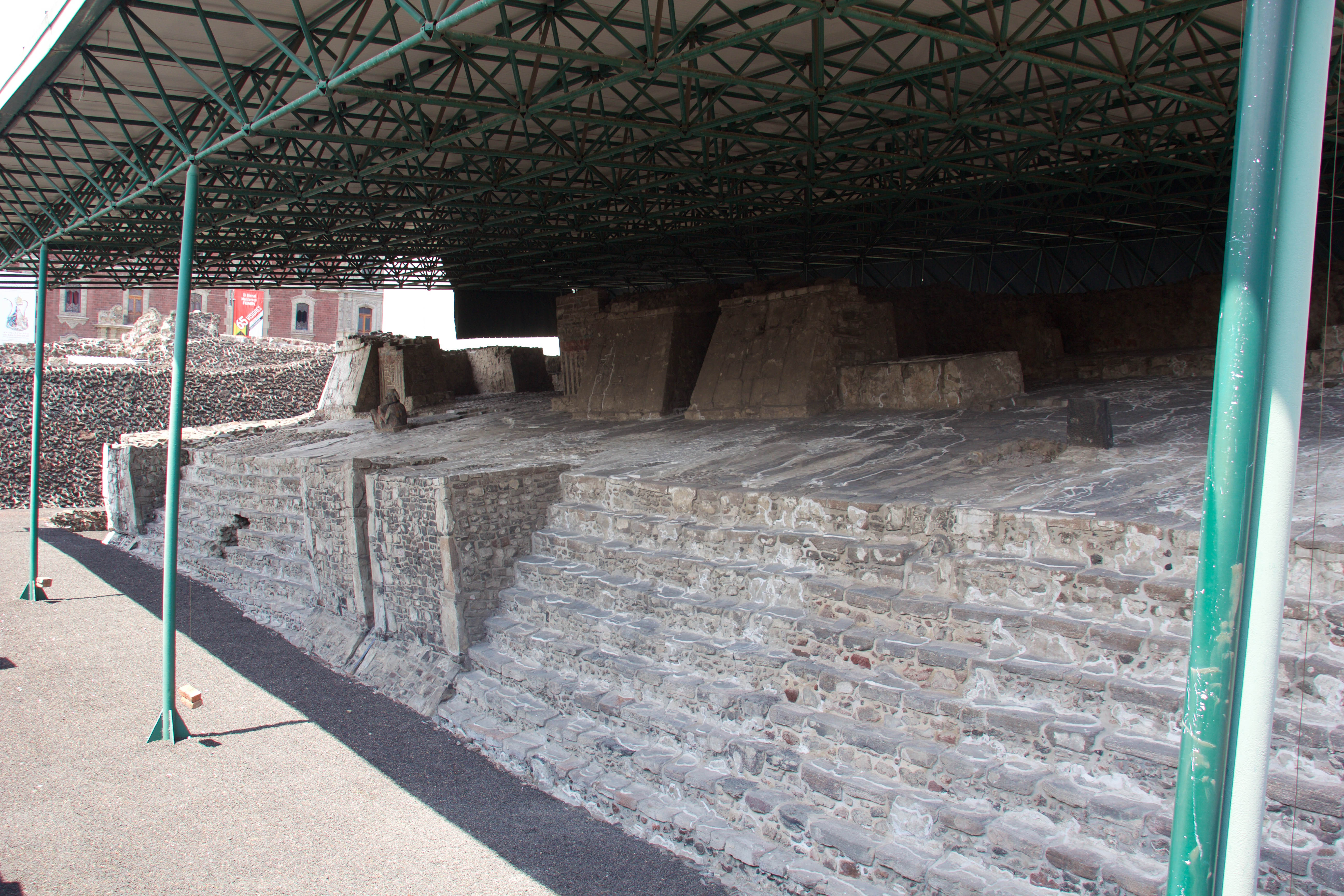
Los restos más intactos son los de la Etapa II. Se observa al fondo una estatua del Chac Mool.

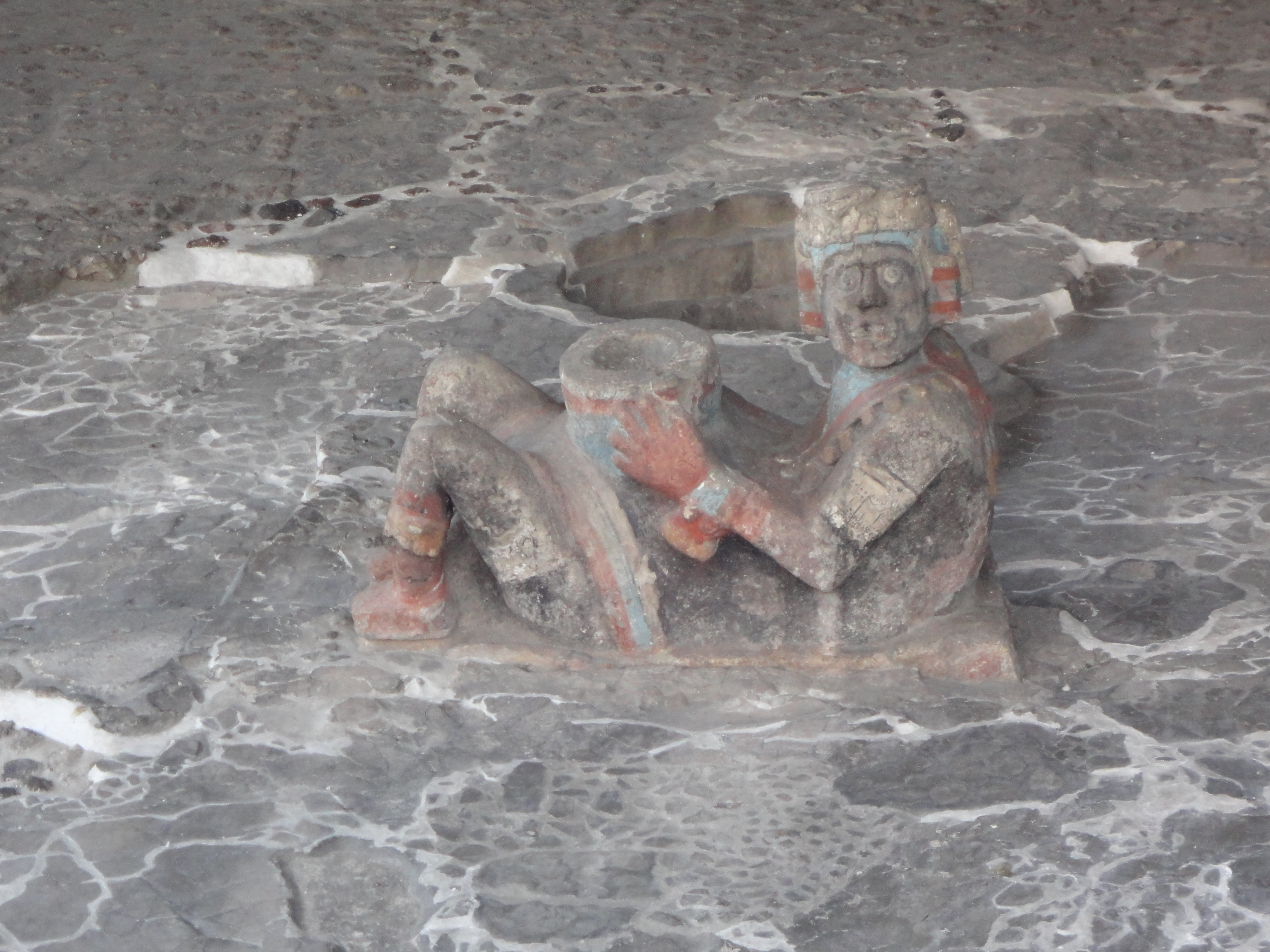
Chac Mool, restos de la Etapa II.

La construcción se realizó en siete etapas y tuvo cuatro ampliaciones, estas sucesivas construcciones se iban amontonando una sobre otra de forma que cada una recubría la anterior hasta alcanzar una altura aproximada de 45 metros.
1. De la primera etapa, la original, no queda ninguna evidencia debido a que habría sido levantada con un material perecedero.
2. De la segunda etapa sabemos que es anterior a 1428 y conocemos bien su parte superior, se han hallado los dos adoratorios de la cima así como un chac-mool frente al adoratorio de Tláloc y una piedra de sacrificios frente al de Huitzilopochtli. Además se conservan pinturas murales del adoratorio de Tláloc.
Por otra parte en el último escalón frente a la piedra de sacrificios se halla un glifo que de ser numeral estaría datando esta capa al año 1390.
3. La tercera etapa está datada en 1431 (4 caña) del reinado del emperador Itzcóatl, se conservan las escalinatas así como parte del pavimento.
4. De la cuarta etapa, hacia 1454 con Moctezuma I, se han hallado numerosos elementos no arquitectónicos, estaba completamente rodeada de braseros con atribuciones a Tláloc y a Huitzilopochtli. La cuarta capa fue ampliada por su parte delantera con una plataforma adornada con serpientes ondulantes, las alfardas de la escalera también terminan con serpientes. Además en la base del templo de Huitzilopochtli se hizo el hallazgo de un disco pétreo con relieve de Coyolxauhqui, que germinó el deseo de comenzar las excavaciones del templo.
La ampliación quizá date del reinado de Axayácatl.
5. La quinta etapa solo dejó la plataforma general estucada y parte del piso ceremonial. Dataría del 1470 aproximadamente.
6. La sexta etapa fue construida hacia 1500 y de ella permanece parte de la fachada principal con un muro con tres testas de serpientes.
7. Finalmente la séptima está datada entre 1500 y 1521, es la que contemplaron los primeros españoles y de ellas apenas se conserva el piso de lajas del recinto ceremonial.

## Los 78 edificios del Gran Templo de México[12]

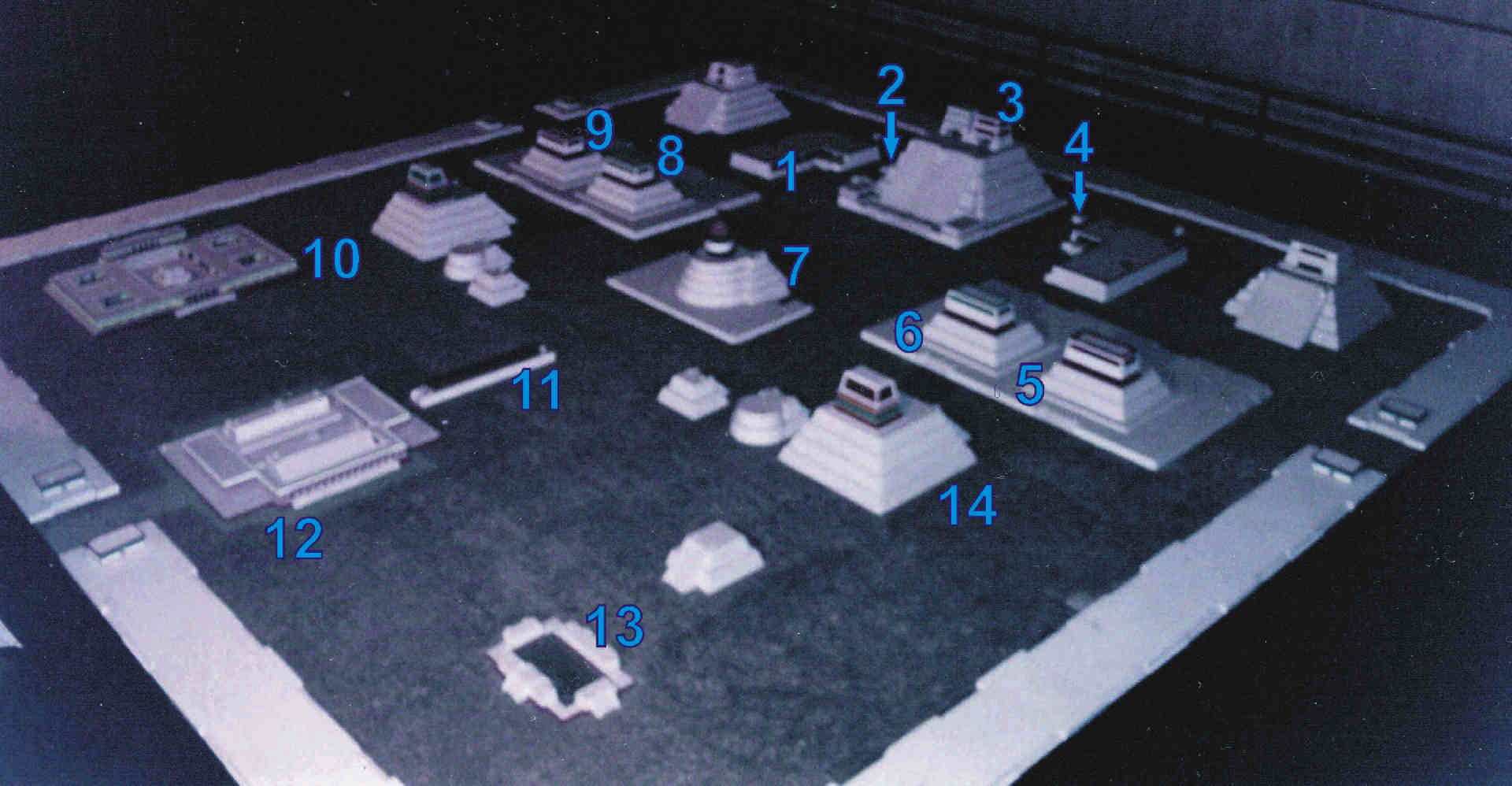
Posible reconstrucción según arqueólogos.

Aquí se muestra una lista de los edificios en el Centro Ceremonial. Los nombres designan, más que edificios concretos y singulares, las distintas categorías de edificios existentes, lo que se comprueba al constatar que hay varios cuauhxicalli o varios tzompantli. Por la misma razón encontramos los mismos nombres en el recinto existente en Tlatelolco o en otras ciudades:
1. Templo Mayor o Tlacatecco
2. Tlaloccan o Epcoatl
3. Macuilcalli o Macuilquiahuitl
4. Teccizcalli
5. Poyauhtlan
6. Mixcoapan Tzompantli
7. Tlalxicco
8. Huei Cuauhxicalco
9. Tochinco
10. Teotlalpan (recinto)
11. Tlilapan. Era un oratorio hecho a honra de la diosa Cihuacóatl.
12. Tlillan Calmecac
13. Mexihco Calmecac
14. Coacalco. Era la sección donde se tenían los dioses de las naciones vencidas.
15. Cuauhxicalco
16. Cuauhxicalco II
17. Teccalco
18. Tzompantli
19. Huitznahuac Teocalli
20. Tezcacalco
21. Tlacochcalco Acatl iyacapan
22. Teccizcalco
23. Huitztepehualco
24. Huitznahuac Calmecac
25. Cuauhxicalco III
26. Macuilcipactli iteopan
27. Tetlanman Calmecac
28. Iztac Cinteotl iteopan
29. Tetlanman
30. Chicomecatl iteopan
31. Tezcaapan
32. Tezcatlachco
33. Tzompantli II
34. Tlamatzinco
35. Tlamatzinco Calmecac
36. Cuauhxicalco IV
37. Mixcoateopan
38. Netlatiloyan
39. Teotlachco o Juego de pelota
40. Ilhuicatitlan
41. Huei Tzompantli
42. Mecatlan
43. Cinteopan
44. Centzontohtochtin inteopan
45. Tzinteopan II
46. Netotiloyan
47. Chililico
48. Cohuaapan
49. Pochtlan
50. Atlauhco
51. Yopico
52. Yacateuctli iteopan
53. Huitzilincuatec iteopan
54. Yopico Calmecac
55. Yopico Tzompantli
56. Tzompantli
57. Macuilmalinal iteopan
58. Aticpac
59. Netlatiloyan
60. Atlauhco
61. Tzommolco Calmecac
62. Temalacatl
63. Nappateuctli iteopan
64. Tzommolco
65. Coatlan
66. Xochicalco
67. Yopicalco o Ehuacalco
68. Tozpalatl
69. Tlacochcalco Cuauhquiahuac
70. Tolnahuac
71. Tilocan
72. Itepeyoc
73. Huitznahuac Calpolli
74. Atempan
75. Tezcacohuac Tlacochcalco
76. Acatl Iyacapan Hueycalpolli
77. Techielli
78. Calpolli

Algunos edificios poseen nombres castellanizados o son parte de los anteriormente mencionados, los cuales se encuentran en la lista siguiente:
1. Casa de las águilas. Probablemente era un Cuauhxicalli
2. Templo Rojo del Norte o el Edificio C. Xochipilli
3. Templo Rojo del Sur o el Edificio F. Xochipilli
4. Xochiquétzal
5. Chicomecóatl
6. Templo de Ehécatl
7. Calmécac. Era la escuela para los hijos de los nobles aztecas.
8. Tozpalatl
9. Tonatiuh

### El Tlacatecco
Hemos aclarado arriba que no es el nombre propio de una determinada construcción singular sino más bien una categoría que define un determinado tipo de edificio o templo. Es el templo principal, dedicado al dios Huitzilopochtli y por extensión al emperador.
En el México prehispánico había un sistema político que podemos catalogar como una Teocracia en la que el poder político (o soberanía) residía en la persona del emperador, que recibía el nombre de tlacateuctli o tlahtoani.
Si bien la palabra tlahtoani podemos traducirla como soberano, la palabra tlacateuctli va referida al emperador. Así la utiliza Alfonso Caso.
El hecho de que Rémi Simeón recoja el tlacatecco como un templo dedicado al dios solar Huitzilopochtli nos da una idea clara de que el tlacateuctli (el emperador) tenía la consideración de auténtico dios. La misma etimología de la palabra, que significa dios viviente, deja clara clara su naturaleza divina. El titular del poder ejercía su derecho a gobernar con base en dicha condición.
El término compuesto tlaca-teuctli indica que se trataba de un teuctli (un dios), como lo era el Mictlanteuctli (dios del infierno o Mictlan), el Xiuhteuctli (dios del fuego)... La anteposición de la palabra tlacatl indica que se trataba de un dios, pero también de un ser vivo con forma humana. Lo encontramos en la palabra cihua tlacamichin que significa sirena (serena para fray Alonso de Molina) y se refiere a un ser que es mitad pez y mitad ser vivo con forma humana.
Los nombres de los emperadores aztecas hacían referencia por metáfora al sol, divinidad que identificaban con Huitzilopochtli. Así Cuauhtemoctzin, que significa Águila que cae, Chimalpohpoca (Chimalpopoca), que significa Escudo humeante, o Cuitlahuactzin, que significa sediento (en donde el prefijo cuitla- no deriva de cuitlatl sino de cuitlatecomatl).
El Templo Mayor se erige allí donde la leyenda dice que el dios solar con forma de águila ataca a la serpiente sobre un nopal. Si la serpiente representa al cautivo, el águila representa al dios solar. O lo que es lo mismo, el emperador recurre a la guerra para hacer cautivos. Su supremacía guerrera encuentra justificación en la leyenda.
Es importante resaltar la doble condición del emperador (dios y hombre) en la religión azteca para entender qué significaba exactamente el templo mayor, cuál fue la relación que se produjo con Hernán Cortés (al que como él, le atribuyó Motecuhzomatzin (Moctezuma) una condición divina al confundirlo con Quetzalcóatl, cuál fue la relación con los sacerdotes que venían a imponer una fe basada en un dios único y verdadero y por qué los españoles destruyeron las huellas más sobresalientes de la cultura mexica.
Los primeros franciscanos que acudieron a México venían de una España donde el emperador Carlos I de España no tenía la consideración de dios viviente. La idea pudo ser considerada blasfema incluso. Cierto que en Europa había tensiones entre el poder del papado y el poder de los distintos reyes, por lo que los sacerdotes estaban decididos a cortar toda idea que pudiera socavar el poder del papado.
De este tema se ocupó fray Jerónimo de Mendieta:
«“Todo procede y viene del sumo Dios, porque el Emperador que nos lo da (como mayor Señor de la tierra) lo tiene concedido y dado del mismo Dios; este poder, empero, que alcanzamos lo tenemos limitada, que no se extiende más que hasta los cuerpos y haciendas de los hombres, y a lo exterior y visible que se ve y parece en este mundo perecedero y corruptible. Mas el poder que estos (aunque pobres) tiene es sobre las ánimas inmortales, que cada una de ellas es de mayor precio y estima que cuanto hay en el mundo, aunque sea oro o plata o piedras preciosas. Porque tiene poder concedido por Dios.»p.99
Parece ser que los españoles no podían permitirse mantener en pie un edificio que proclamaba la deidad del emperador azteca y en el cual cimentaba este su poder político y religioso superior frente a cualquier otra autoridad terrenal.

### Templo de Ehécatl
Como otros muchos templos dedicados a Ehécatl, que era el dios del viento y se consideraba una de las formas de la Serpiente emplumada Quetzalcóatl, tiene una estructura circular orientada hacia el templo mayor con una posible altura de hasta 32 metros de alto que data de 1486-1502 ubicado entre la calle de Guatemala, atrás de la Catedral Metropolitana. La planta de su plataforma consiste en un círculo que tiene adosado al frente un rectángulo, mientras que la planta del propio templo era circular con alrededor de 14 metros de diámetro y cerrado con un techo cónico coronada con almenas.
El Templo de Ehécatl se situaba en una posición privilegiada, estaba frente al Templo Mayor. Algunas fuentes consideran que, al igual que por ejemplo la pirámide de Chichén Itzá en la que durante el equinoccio se iluminaba una de las serpientes de las albardas, quizá también se produjese algún juego de luz: puesto que el Templo de Ehécatl miraba de frente al Este, al levante, al elevarse el Sol la luz pasaría entre los dos adoratorios del Templo Mayor. Está documentado que su plataforma contenía una única escalera con sesenta peldaños.
Su entrada tenía la forma de unas fauces de serpientes y otros diversos elementos decorativos, como grandes ollas de acuerdo a las crónicas del siglo XVI de Bernal Díaz del Castillo. También es importante recordar que Ehécatl "es una deidad del viento, cuya función era provocar corrientes de aire para ayudar a los dioses de la lluvia, Tláloc y Tlaloques".

## Demolición de Templo Mayor y edificios del recinto sagrado
Después de la rendición de Cuauhtémoc, el 13 de agosto de 1521 y ante la importancia cultural y económica que representaba México-Tenochtitlan, Hernán Cortés decidió establecer la recién caída urbe mexica como la nueva capital de la posterior conocida Nueva España. Con la subsecuente destrucción de las edificaciones aztecas para abrir paso al establecimiento de los templos y palacios de los conquistadores, la destrucción del Templo Mayor, centro de la cosmovisión del pueblo mexica, fue un paso clave en la conquista ideológica y espiritual que siguió y acompañó la conquista militar.
De acuerdo con las crónicas de la conquista, desde su llegada Cortés y sus soldados intentaron persuadir a los nativos en favor al cristianismo, reclamando además los templos en donde veneraban a sus dioses, de ahí el énfasis en edificar iglesias sobre los templos destruidos.
En relación con la destrucción de Templo Mayor, Bernal Díaz del Castillo declara en el capítulo LXXVI en su Historia Verdadera de la Conquista de la Nueva España:

Aquí había bien que decir en que peligro nos vimos los unos a los otros en ganarles aquellas fortalezas, que ya he dicho muchas otras veces era muy alta (....) todavía les pusimos fuego, y se quemaron sus ídolos, y levantamos nuestras banderas y estuvimos batallando en lo llano (...) digamos como Cortés y sus capitanes vieron otro día desde donde andaban batallando (...) lejos del alto cú, y las llamaradas que el cú mayor se ardía, que no se habían apagado, y nuestras banderas que vieron encima.

Al respecto, fray Toribio de Motolinía relata como se fue trazando la nueva urbe novohispana:

La séptima plaga fue la edificación de la gran ciudad de México, en la cual los primeros años (...) apenas podía hombre romper por algunas calles y calzadas, aunque son bien anchas; y en las obras, a unos tomaban las vigas, y otros caían de alto, sobre otros caían los edificios que deshacían en una parte para hacer en otras (...) que no faltó soberbia levantar tales edificios que para los hacer hubiesen de derribar las casas y pueblos de indios gentiles, como a la letra acaeció deshacer muchos edificios.

De esta manera, el plan urbanístico español comenzó progresivamente a sustituir los rastros de la antigua capital mexica.

## Descubrimiento

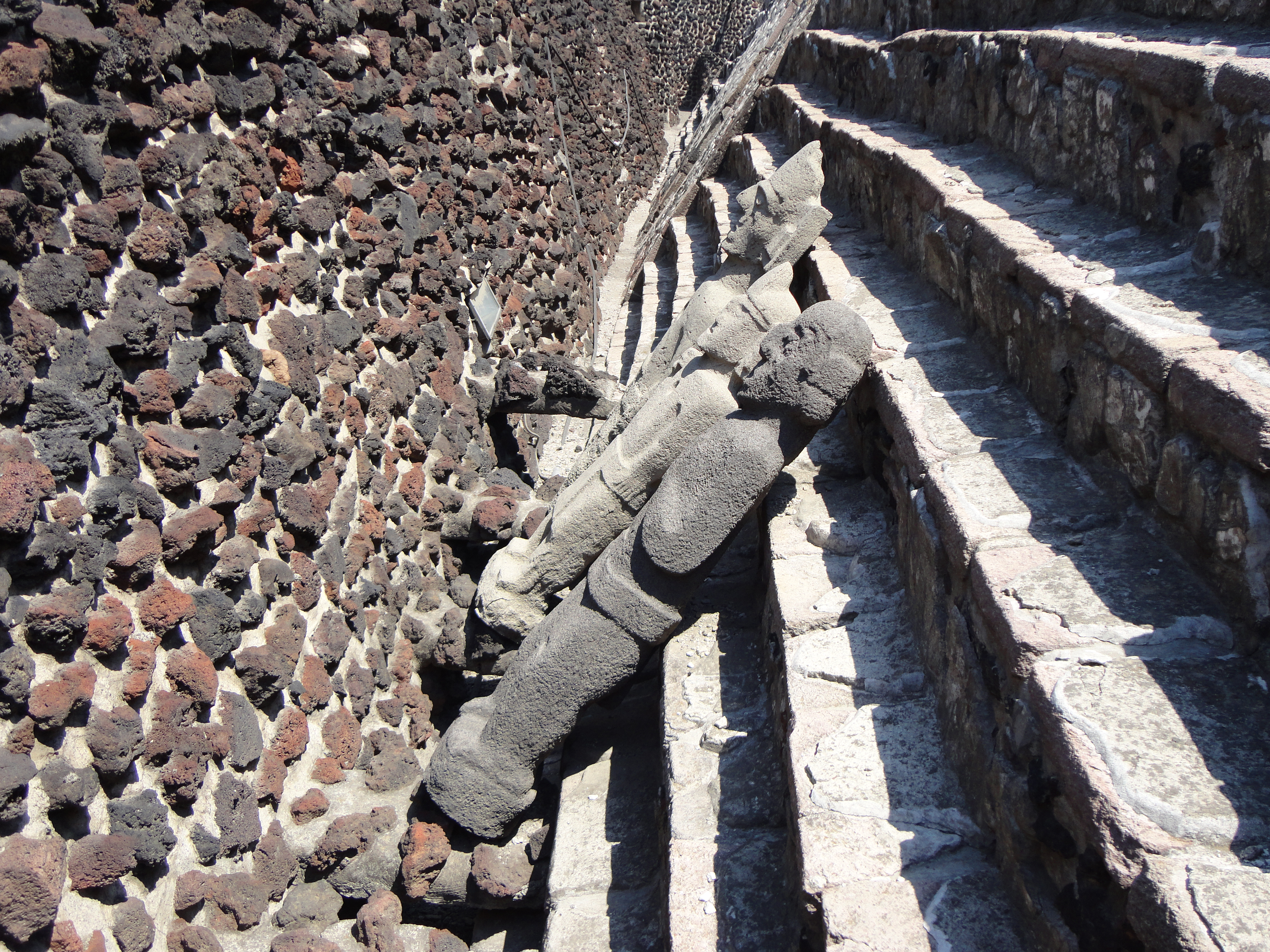
Esculturas almacenadas que estaban en posición de «vigilancia», zona arqueológica del Templo Mayor.

Durante la época novohispana y posterior fueron descubiertos muchos vestigios prehispánicos, desde 1790 se tiene el hallazgo de Coatlicue, al poco tiempo fue el descubrimiento de la Piedra del Sol, esta es una de las bases para calcular su ubicación, también, con base en las crónicas y los testimonios documentales Alfredo Chavero había propuesto en el siglo XIX la ubicación del mismo en el cruce de las principales avenidas de la antigua urbe.  Las primeras excavaciones de la zona aledaña al Templo Mayor fueron realizadas por Manuel Gamio en el año de 1913 tras la demolición de un edificio en Seminario y Santa Teresa (hoy República de Guatemala).
Entre el 6 y 16 de mayo de 1914 Gamio descubrió parte de la esquina suroeste de la Etapa III, quedando confirmada la ubicación del principal recinto ceremonial mexica, él tuvo la sospecha de dicha ubicación basándose para esta cultura y que no debía faltar en el recinto. Manuel siempre supo que no había descubierto el templo como tal, pero si sospechaba que se trataba de los recintos de Huitzilopochtli y Tláloc, tiempo después se confirmaría su sospecha, esto porque se encontraron cráneos (con los que se decoraba el recinto de ambos dioses), dedujo que el Templo Mayor debía estar debajo de las casas modernas de esa época y quería comprobarlo, el problema era que no podía porque las personas no estaban dispuestas a desalojar sus residencias y/o trabajos solo para ayudar a la ciencia, por lo que para enero de 1915 se vieron interrumpidas las excavaciones. El trabajo de Gamio se reanudó aproximadamente (no se han encontrado datos exactos) en noviembre de 1915, para evitar que las casas alrededor o que el templo sufrieran colapsos, siempre evitando la molestia de las personas que habitaban cerca.
Manuel se encargó de que se permitiera el acceso a personas tanto nacionales como extranjeras al descubrimiento arqueológico mientras se continuaban las excavaciones para 1916, desde abril de ese año hasta la actualidad se lleva un registro de personas que asisten. Algo por lo que se caracterizó Gamio fue que siempre pidió protección para los vestigios arqueológicos encontrados, se preocupó por la recuperación y conservación del templo.
La zona arqueológica fue descubierta el 21 de febrero de 1978, por un grupo de trabajadores de la Compañía de Luz y Fuerza del Centro, dirigidos por el Ing. Felipe Curcó Bellet, que realizaban trabajos de excavación con la finalidad de colocar cableado subterráneo del metro. Al bajar el nivel del piso uno de los trabajadores golpeó una piedra circular con relieves. Inmediatamente se comunicó con el Ing. Curcó, quien a su vez se contactó con Eduardo Matos Moctezuma al INAH. La piedra era una representación de la diosa de la luna (Coyolxauhqui), ésta se encontraba ubicada en la escalera derecha de la pirámide del templo mayor, el cual era el centro ceremonial azteca. Posteriores excavaciones rescataron gran parte del templo y el recinto ceremonial que lo rodeaba, que estaba sepultado al noreste de la Plaza de la Constitución debajo de las calles de Guatemala y Argentina, y se creía perdido desde tiempos de la colonia, tras la conquista de México, pues Hernán Cortés ordenó utilizar sus materiales para construir en su lugar otra ciudad, ya que además debía acabar con los cultos ajenos a la religión católica.
El hallazgo despertó gran interés en el entonces presidente José López Portillo, dando comienzo a uno de los hitos más interesantes en la historia de la arqueología mexicana ya que reunió a arqueólogos, restauradores, químicos, geólogos, biólogos y otros especialistas con el fin de estudiar los vestigios del pasado que habían sido descubiertos de manera completamente fortuita.

Exprópiense las casas. Derríbense. Y descúbrase, para el día y la noche, el Templo Mayor de los aztecas
José López Portillo

## Interpretación
La interpretación del sentido de este complejo debe entenderse basándose en las concepciones religiosas mesoamericanas en general y luego a la luz de las aztecas en particular por la mezcla de elementos de otras culturas que se hallan presentes en el lugar.

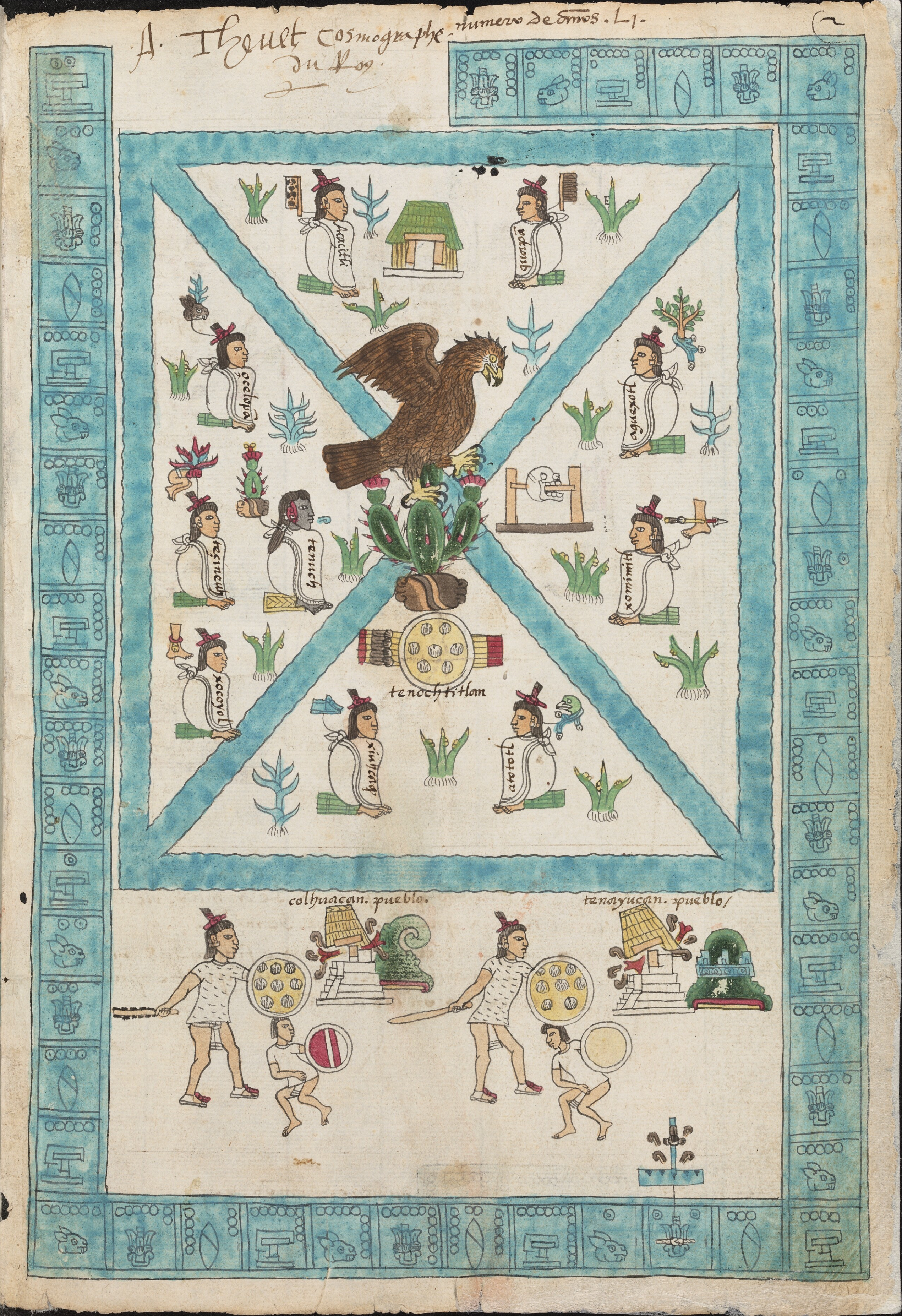
La primera página del Códice Mendocino conteniendo una representación alegórica de Tenochtitlan.

En la cosmografía mesoamericana cada punto cardinal tenía un significado: así el mundo tenía forma de cuadrado dividido en cuatro partes y cuyo centro es el eje del universo, como lo podemos determinar en la primera lámina del Códice Fejérváry-Mayer. Igual en el Códice Mendoza que representa simbólicamente a Tenochtitlán en el centro con la imagen de su glifo, el águila en el nopal, representando a la vez a Huitzilopochtli (que ordenó la fundación de la ciudad) y a su santuario. Ambos santuarios en la cumbre corresponderían al último nivel de los cielos aztecas; Omeyocan (es decir el «lugar de la dualidad»; véase Ometéotl).

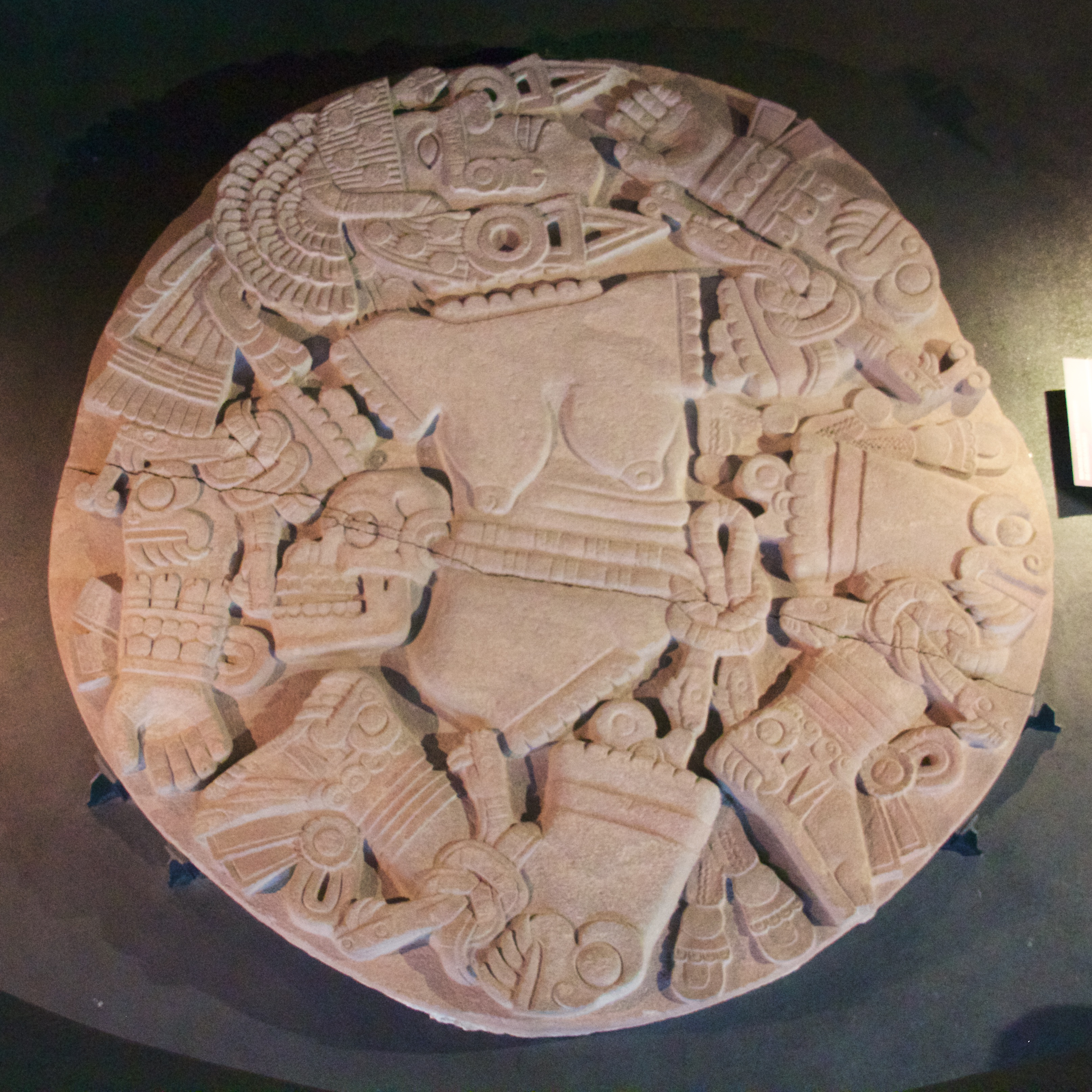
Relieve circular de la diosa Coyolxauhqui descuartizada, encontrado en el Templo Mayor.

Ciertas características del edificio se asocian con el mito originario azteca sobre el nacimiento de su dios tribal Huitzilopochtli en el cerro Coatepec (del nahua: Montaña de las serpientes). En este mito, el embarazo "milagroso" de la diosa madre Coatlicue enfurece a su hija Coyolxauhqui y a sus cuatrocientos hijos, los Centzon Huitznahua. Cuando deciden matar a su madre, ella parirá en la misma cumbre de Coatepec a Huitzilopochtli que desmiembra a su hermana y arroja los pedazos por la montaña. Luego persigue a sus hermanos y les extermina. El adoratorio de Huitzilopochtli en la cima del Templo Mayor simbolizaría Coatepec. Así comprendemos la presencia al pie de la escalera que llevaba a la cumbre la famosa escultura que representa a Coyolxauhqui desmembrada. Cuando una víctima era sacrificada en la cima del templo, su cuerpo era arrojado escaleras abajo, como una repetición simbólica del mito.
Además por otro lado, el Templo Mayor calmaría la sed de legitimidad del pueblo azteca: ciertos autores consideran que esta tribu recién llegada al escenario del valle de México sufría una especie de «complejo de inferioridad» por su inferior desarrollo cultural respecto a las civilizaciones conquistadas y por ello deseaban aparecer como sucesores de las grandes civilizaciones mesoamericanas, cuyas ruinas todavía se encontraban bajo sus pies, como las de Teotihuacán y las de los toltecas; para ello por ejemplo enterraron bajo el Templo Mayor máscaras que extrajeron de las ruinas de Teotihuacán y también imitaron detalles arquitectónicos como el perfil talud-tablero de Teotihuacán o los Chac Mool de Tula).

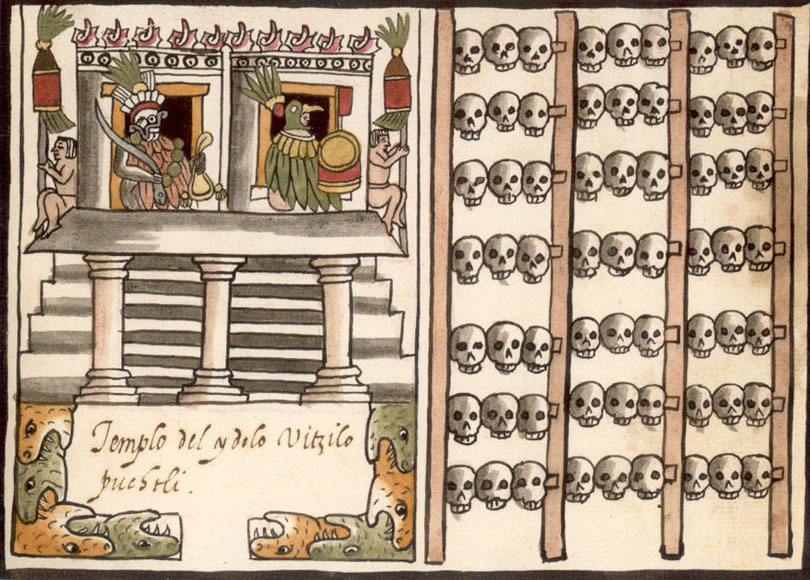
A la izquierda, los dos adoratorios con sus dioses representados, y a la derecha simbólicamente de acuerdo a una visión ya occidental el Tzompantli, altar recubierto de calaveras humanas, de acuerdo al Códice Tovar.

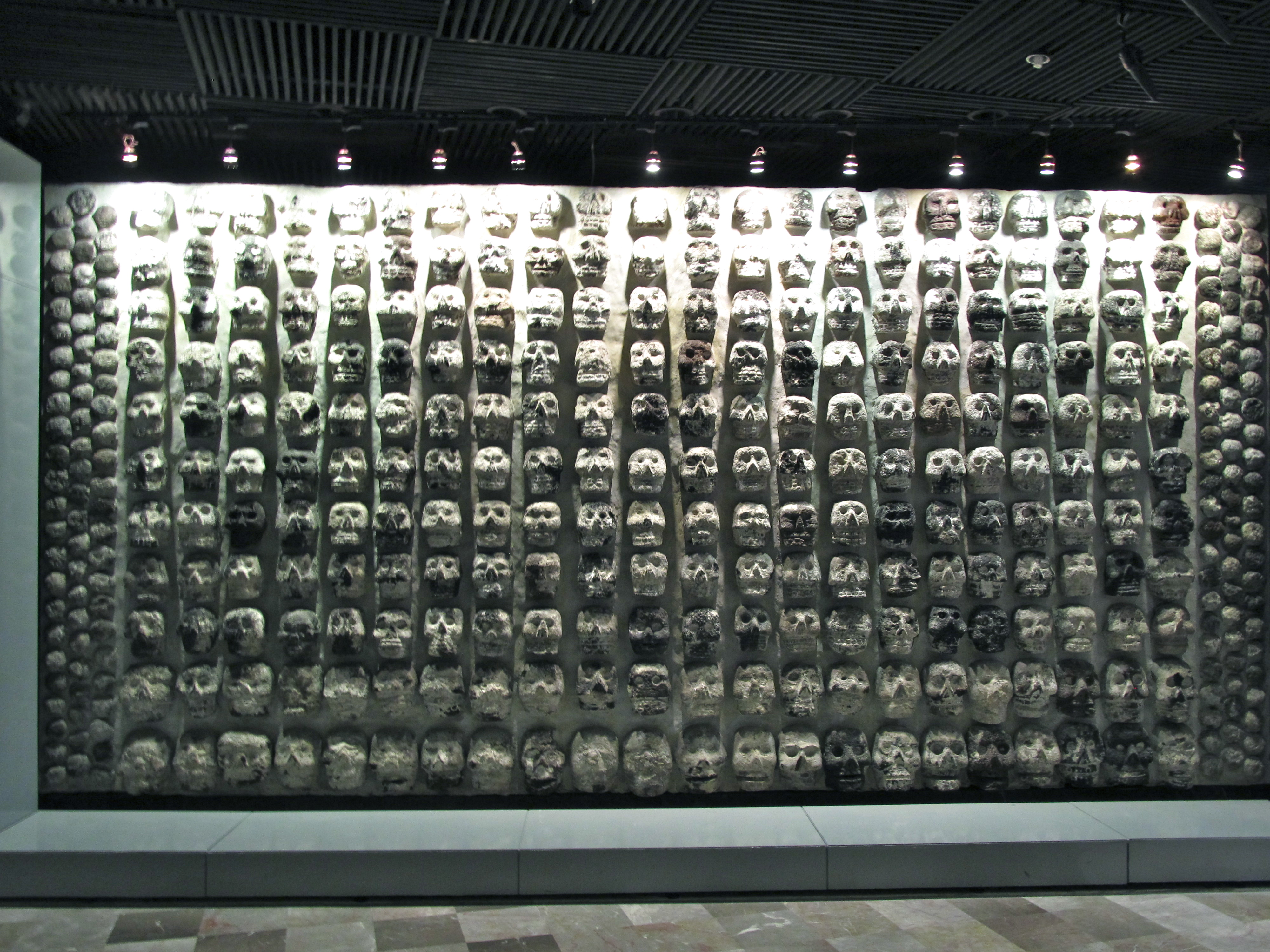
El Tzompantli, altar recubierto de calaveras humanas en el Museo del Templo Mayor.

El acabado del Templo Mayor era el de una pirámide doble: doble escalera y dos santuarios en su cumbre. Según Ester Pasztory, esta forma arquitectural, presente en otros lugares, permitía a los aztecas asociar a su dios tribal, Huitzilopochtli, con una divinidad principal del panteón mesoamericano, el dios de la lluvia, Tláloc. En este binomio rico en simbología algunos ven la asociación de la pequeña tribu nómada recién llegada al valle de México con las antiguas poblaciones sedentarios de la meseta central. El arqueólogo mexicano Matos Moctezuma ve además allí la expresión sacralizada de dos funciones económicas: Huitzilopochtli dirige la guerra que permite obtener tributo de los vencidos, mientras que Tláloc dirige las actividades agrícolas. También podemos ver allí la asociación del Norte árido representado por Huitzilopochtli y origen de la tribu azteca; y el Este húmedo y acuático representado por Tláloc.
El Templo Mayor era el lugar por excelencia de las cardiotomías, el sacrificio humano bajo su forma más corriente que era la extirpación del corazón. El mito azteca del Quinto Sol explica esta práctica: el universo es inestable porque depende de la continuidad del movimiento del sol y sería destruido si este se para, por ello continuamente los hombres deben imitar a los dioses que se sacrificaron en Teotihuacán para que el sol se pusiese en movimiento. Aunque el sacrificio humano siempre existió en Mesoamérica, podemos preguntarnos por qué tomó un carácter tan crudo en los aztecas: según los cronistas, en 1487 entre 3,000 y 84,000 personas fueron sacrificadas durante los cuatro días que duró la reconsagración del Templo Mayor en el reinado de Ahuízotl, aunque estas cifras les parecen exageradas a ciertos autores por la dificultad técnica de matar tantas personas en tan poco tiempo.
Una de las teorías más difundidas para explicar este hecatombe es el giro ideológico que se efectuó durante una gigantesca hambruna hacia 1450, se le atribuye a Tlacaélel la idea de que se debió a la cólera de los dioses porque no se les abastecía suficientemente de sangre humana, que los aztecas designaban con una metáfora: «Chalchiuatl» ('agua preciosa'). Para poder asegurar este aprovisionamiento de víctimas, inventaron la institución de las «guerras floridas», una forma de guerra ritual donde en vez de matar se procuraba capturar a los guerreros enemigos para sacrificarlos.
Otra teoría (Ferrer, 2015 (enlace roto disponible en Internet Archive; véase el historial, la primera versión y la última).) plantea que el sacrificio humano se imprimió en la cultura Azteca, porque este pueblo tenía un profundo miedo a que el quinto sol en verdad dejara de existir, ya que había quedado impresa en su memoria cosmogónica, la experiencia de la desaparición del anterior ciclo de culturas, representado en la extinción de los cuatro soles anteriores. Por ello, cada sacrificio humano constituía en realidad un sacro-oficio voluntario; un acto mágico prolongador de la vida humana en la tierra, el tlalticpac. ¿Cómo es que se imprimió en la cultura azteca este verdadero horror a la hecatombe cósmica? El mismo Ferrer (2015) apunta en su teoría que los aztecas en realidad "son parte del resto de los atlantes", los mismos de los que hablan el Critias y el Timeo, que lograron sobrevivir a la gran hecatombe cósmica provocada por el impacto fragmentado del cometa Clovis en Norteamérica, hará unos 12 mil años.

## Orientación
En la obra Memoriales de fray Toribio de Benavente o Motolinía, del siglo XVI, se encuentra un comentario que se relaciona con el Templo Mayor y que se hizo muy famoso, ya que parece ser la única referencia documental que de manera explícita relaciona un templo mesoamericano con observaciones astronómicas. Allí leemos que la fiesta de Tlacaxipehualiztli "caía estando el sol en medio de Uchilobos, que era equinoccio". Las mediciones en el Templo Mayor confirmaron la veracidad de este comentario. La orientación de la etapa II, la más temprana de las atestiguadas arqueológicamente, manifiesta una orientación diferente de la que adoptó la etapa III y la cual fue conservada en todas las etapas posteriores. Una de las fechas de puesta del Sol que corresponden al eje este-oeste de las etapas tardías, incluyendo la última, es 4 de abril, que en el calendario juliano del siglo XVI equivalía al 25 de marzo. En 1519, este era el último día de Tlacaxipehualiztli, es decir, precisamente el día de la fiesta del mes. Por otra parte, el 25 de marzo, Fiesta de la Anunciación, en la Europa medieval comúnmente se identificaba con el equinoccio vernal. Es decir, Motolinía no se refirió al equinoccio astronómico (de cuya fecha alguien no especializado en la astronomía en aquella época difícilmente hubiera estado enterado), sino que tan sólo apuntó la correlación observada entre el día de la festividad mexica, que en los últimos años antes de la Conquista coincidía con el fenómeno solar en el Templo Mayor, y la fecha del calendario cristiano que correspondía al día tradicional de equinoccio.

## Museo del Templo Mayor

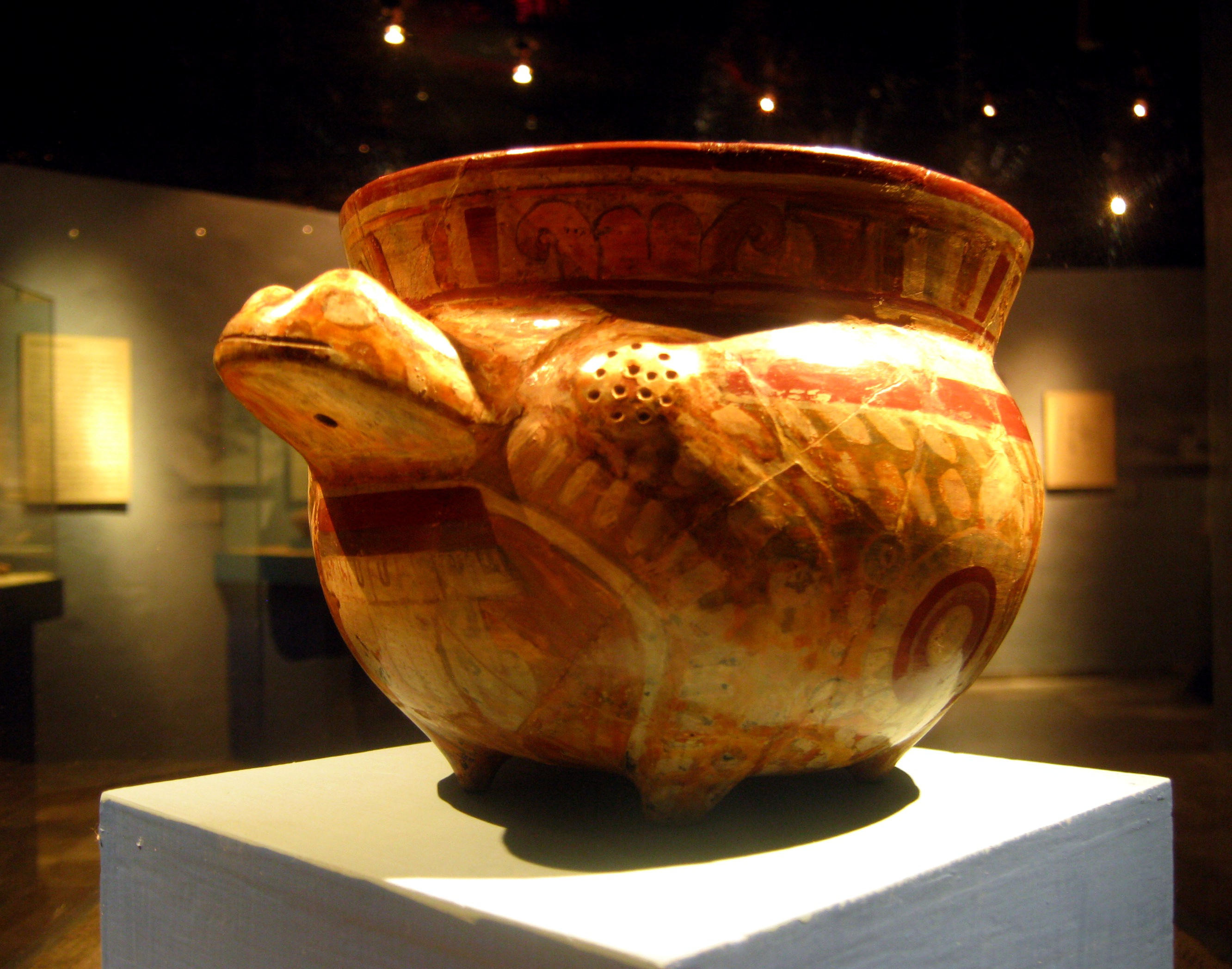
El museo alberga una importante colección de piezas arqueológicas, como esta vasija estilo mixteca-puebla decorada con forma de rana.

En 1987 se construyó el Museo del Templo Mayor, anexo al templo mismo, y que se inauguró el 12 de octubre de ese mismo año. Es obra de Pedro Ramírez Vázquez y Jorge Ramírez Campuzano. El recorrido de este museo inicia en un corredor perimetral a la zona arqueológica, y que se adentra dentro de ella con el fin de observar las distintas etapas constructivas del mismo, así como los edificios adyacentes hoy visibles tras las sucesivas excavaciones posteriores a 1978. Una vez finalizado este recorrido por la zona visible, se llega al edificio del museo.

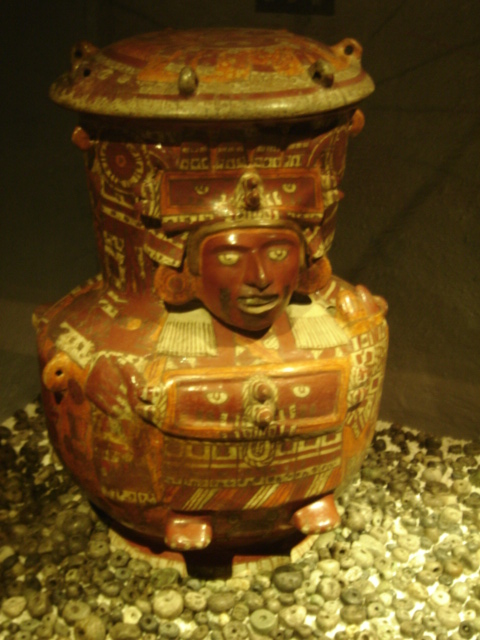
Vasija mexica encontrada en el Templo Mayor.

Este inmueble cuenta con inscripciones en sus muros. El primero, proveniente de los Cantares mexicanos, y debajo de él, un fragmento de Bernal Díaz del Castillo correspondiente a la Historia verdadera de la conquista de la Nueva España.
El museo tiene 8 salas y se exhiben miles de objetos precolombinos que provienen de más de 110 ofrendas descubiertas en el templo. Se sigue investigando el templo y sus objetos.

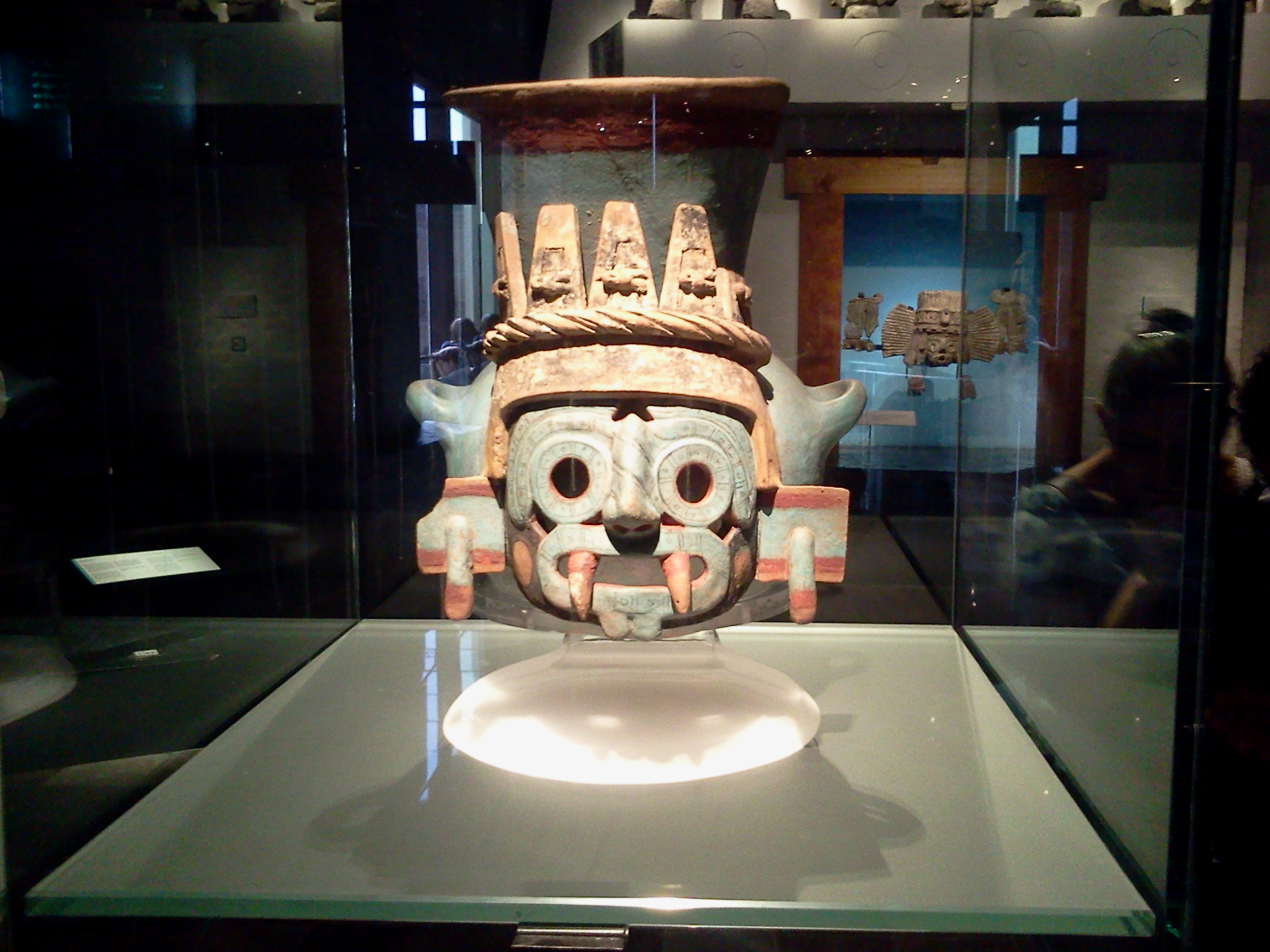
Vasija de Tlalóc expuesta en el museo

## Salas
Entre las salas del Museo se encuentra la de los Dioses Huitzilopochtli y Tláloc. Aquí se muestran las 8 salas que pertenecen al Museo del Templo Mayor:
1. Antecedentes Arqueológicos
2. Ritual y Sacrificio
3. Tributo y Comercio
4. Huitzilopochtli
5. Tláloc
6. Flora y Fauna
7. Agricultura
8. Periodos colonial y moderno

### Huitzilopochtli
Huitzilopochtli o "Colibrí Zurdo" es el dios de la guerra, advocación solar y patrono de los mexicas. Bajo su tutela, este pueblo se convirtió en el más poderoso del ámbito mesoamericano durante el periodo Posclásico. Era hijo de Coatlicue, hermano de Coyolxauhqui, la Luna, y de las estrellas, los Centzonhuitznahua, todos ellos dioses de inspiración mexica. Su sitio tan relevante en el Templo Mayor, da cuenta de la importancia que Huitzilopochtli representaba para los mexicas: la guerra y el tributo como parte del sustento económico.
En esta sala se exhiben diversos objetos relacionados con Huitzilopochtli. Destaca entre ellos la escultura conocida como el “Guerrero Águila” encontrada en La Casa de las Águilas, edificio religioso ubicado al norte del Templo Mayor. Los estudios del doctor Leonardo López Luján dan otra interpretación a estas figuras, llamándolos Hombre Águila, que representan al sol ascendente, o al Tlatoani que nace después de su elección como gobernante. Asimismo, la representación del dios de la muerte, Mictlantecuhtli, destaca entre las piezas exhibidas.

### Tláloc
En este punto nos encontramos a la mitad de nuestro recorrido por el Museo del Templo Mayor: en el mundo agrícola, de la fertilidad de la tierra junto con sus implicaciones económicas que permitía al hombre alimentarse y en el que intervenían muchas deidades presididas por Tláloc.
El dios Tláloc, "el que hace brotar", era la representación del agua divinizada y de la fecundadora de la tierra, que residía en las más altas montañas donde se forman las nubes. Era una deidad benéfica que tenía también su lado negativo al enviar rayos, heladas, inundaciones y granizo, todo lo cual podía destruir las cosechas. Su más importante adoratorio se ubicaba en el Templo Mayor de Tenochtitlán, al lado de Huitzilopochtli y su culto era muy importante ya que de él dependía el sustento de las sociedades agrícolas. A Tláloc generalmente se le dedicaba el sacrificio de niños (en su mayoría, enfermos), por su similitud física con los tlaloque, diosecillos de cuerpo pequeño, ayudantes de este numen.

## Tlaltecuhtli (el señor o señora de la tierra)
Este impresionante relieve monolítico fue localizado el 2 de octubre de 2006, en el área del predio que ocupa la esquina de Guatemala y Argentina, frente al Templo Mayor. Se trata de una pieza tallada en andesita de lamprobolita, roca volcánica extrusiva de tonalidades rosáceas y violáceas. Sus grandes dimensiones hacen de ella una pieza espectacular, ya que mide 4,17 por 3,62 m y alcanza un peso de 12 toneladas.
La calidad de la talla es sumamente refinada. Pueden notarse detalles como el cabello rizado, propio de las divinidades de la oscuridad, la tierra y el inframundo. En su rostro se observan ojos en forma de media luna, nariz ancha, y círculos en sus mejillas, boca descarnada y orejas prominentes adornadas con joyas circulares de las que penden paneles de tala, todos ellos distintivos de la deidad de la tierra. En el vientre tiene esculpida una incisión circular de la que brota un flujo de sangre que se dirige hacia su boca, distinguiéndose dentro de dicha incisión dos pequeños pies calzados con sandalias, posiblemente restos de una imagen perdida de un dios o gobernante.